# Bastiampillai Anthonipillai
Bastiampillai Anthonipillai (* 7. März 1886 in Padiyanthalvu bei Jaffna, Sri Lanka; † 26. Januar 1964 in Pandiyanthalvu, Sri Lanka) war Ordensgeistlicher der Missionare Oblaten und Gründer der Rosarianer.

## Leben

### Ausbildung und Klosterleben
Als Student des von den Oblaten geleiteten Seminars St. Patrick in Jaffna beschloss Anthonipillai 1903 seine Studien mit der Qualifikation für die Universität von Cambridge. 1907 trat Anthonipillai in den Orden der Oblaten ein und wählte den Ordensnamen Thomas. Der zeit seines Lebens von schwacher Gesundheit gezeichnete empfing am 5. Januar 1912 die Priesterweihe. Wegen seiner ausgezehrten Physis erlaubten seine Oberen, dass Pater Thomas sich ausschließlich dem Studium widmen durfte. So verinnerlichte er neben dem Thomismus auch die Literatur des Hinduismus, wodurch er mit den ansässigen Hindus in einen Dialog eintreten konnte und bei einigen eine Konversion zum katholischen Glauben auslöste.
Nach Veröffentlichung der Missionsenzyklika Rerum ecclesiae durch Pius XI. 1924, in der die Missionsbischöfe zur Gründung kontemplativer Gemeinschaften motiviert wurden, betraute der Bischof von Jaffna, Alfred Guyomard OMI, Pater Thomas mit diesem Anliegen. Dieser gründete mit Hilfe indigener Mönche die erste kontemplative Ordensgemeinschaft Asiens, die Rosarianer. Das Institut wurde 1934 kanonisch errichtet; 1948 erfolgte nach mehreren Versuchen die Gründung des weiblichen Zweiges, der Rosarianerinnen.

### Ordensgründungen
Pater Thomas gründete die entstehenden Klöster gemäß der abendländischen Ordenstradition der Regula Benedicti, die er mit hinduistischen und buddhistischen Elementen in Kultur, Gesang, Observanz und Arbeitsweise anreicherte. Da die Benediktsregel eine klassenlosen Gesellschaft postuliert, löste Pater Thomas durch seine Vorgehensweise, das tradierten Kastenwesen Sri Lankas in seinen Kommunitäten aufzuheben, mehrere lokale Konflikte aus.

### Tod und Verehrung
Kurz vor seinem Tod am 26. Januar 1964 in Pandiyanthalvu, einer Stadt im Nordosten Sri Lankas, empfing er den Generaloberen der Oblaten, Leo Deschâtelets, der mit bewegenden Worten nach Rom zurückkehrte. Sein Körper wurde am 8. März 2004 exhumiert und mit Genehmigung der Regierung im Jaffna Arul Ashram beigesetzt, da sich sein Grab während des Bürgerkrieges in Sri Lanka in einer Hochsicherheitszone am Fuße des Berges befand.
Papst Benedikt XVI. verlieh Pater Thomas am 11. März 2006 den Titel eines Ehrwürdigen Diener Gottes. Postulator des Seligsprechungsprozesses ist Thomas Klosterkamp OMI.